# Hóquei sobre a grama nos Jogos Sul-Americanos de 2018 - Feminino
O torneio feminino de hóquei sobre a grama, presente nos Jogos Sul-Americanos de 2018, foi realizado entre os dias 30 de maio e 7 de junho, na cidade boliviana de Cochabamba, cujas partidas foram disputadas no Estádio Félix Capriles.
A competição outorgou duas vagas diretas aos Jogos Pan-Americanos de 2019, que serão celebrados na cidade de Lima, capital do Peru. Caso a seleção peruana avançasse à decisão pelo ouro, a equipe que conquistasse a medalha de bronze herdaria a segunda vaga para o evento pan-americano.
Pela primeira vez, a Bolívia contou com uma equipe deste desporto em um evento internacional.

## Medalhistas
Segue-se, abaixo, a lista completa de medalhistas desta competição.
|  | ARG Argentina |  | URU Uruguai |  | CHI Chile |
|  | Agostina Alonso Agustina Albertarrio Agustina Gorzelany Bárbara Borgia Bárbara Dichiara Camila Machín Catalina Labake Julieta Jankunas Magdalena Fernández Azul Rossetti Pilar Campoy Mariana Scandura Milagros Fernández Priscila Jardel Sofía Toccalino Victoria Sauze |  | Anastasia Olave Barbara Petrik Camila Mulet Constance Schmidt-Liermann Jimena García Kaisuami Dall'Orso Lucía Castro Saenz Lucía Lamberti Agustina Nieto Agustina Taborda Cecilia Casarotti María Josefina Esposto María Soledad Villar María Teresa Viana Matilde Kliche Milagros Algorta |  | Agustina Solano Camila Caram Catalina Yáñez Claudia Schüler Constanza Palma Denise Krimerman Fernanda Flores Francisca Tala Josefa Salas Josefa Villalabeitia Josefina Cambiaso Kim Jacob Manuela Urroz María Maldonado Paula Valdivia Sofía Filipek |

## Formato
As sete equipes participantes foram divididas em dois grupos, um deles com três selecionados e o outro com quatro. As duas melhores posicionadas de cada chave avançaram à disputa pelas medalhas. A terceira colocada do Grupo B disputou o quinto lugar geral, cuja adversária saiu do crossover entre as últimas colocadas dos dois grupos.

## Primeira Fase
Segue-se, abaixo, a tabela da Primeira Fase desta competição.
|  | Equipes classificadas à disputa por medalhas |

Todas as partidas seguem o fuso horário local (UTC-4).

### Grupo A
| Equipe        | Pts | J | V | E | D | GP | GC | SG  |
| ------------- | --- | - | - | - | - | -- | -- | --- |
| ARG Argentina | 6   | 2 | 2 | 0 | 0 | 34 | 0  | +34 |
| BRA Brasil    | 3   | 2 | 1 | 0 | 1 | 1  | 13 | -12 |
| PER Peru      | 0   | 2 | 0 | 0 | 2 | 0  | 22 | -22 |

- Convenções: Pts = pontos, J = jogos, V = vitórias, E = empates, D = derrotas, GP = gols pró, GC = gols contra, SG = saldo de gols.
- Critérios de pontuação: vitória = 3, empate = 1, derrota = 0.

| 30 de maio 13:00 |           |      |                                    |
| Argentina        | 21-0      | Peru | Estádio Félix Capriles, Cochabamba |
|                  | Relatório |      | Estádio Félix Capriles, Cochabamba |

| 1 de junho 13:00 |           |           |                                    |
| Brasil           | 0-13      | Argentina | Estádio Félix Capriles, Cochabamba |
|                  | Relatório |           | Estádio Félix Capriles, Cochabamba |

| 3 de junho 11:00 |           |        |                                    |
| Peru             | 0-1       | Brasil | Estádio Félix Capriles, Cochabamba |
|                  | Relatório |        | Estádio Félix Capriles, Cochabamba |

### Grupo B
| Equipe       | Pts | J | V | E | D | GP | GC | SG  |
| ------------ | --- | - | - | - | - | -- | -- | --- |
| URU Uruguai  | 7   | 3 | 2 | 1 | 0 | 13 | 1  | +12 |
| CHI Chile    | 7   | 3 | 2 | 1 | 0 | 12 | 1  | +11 |
| BOL Bolívia  | 3   | 3 | 1 | 0 | 2 | 4  | 13 | -9  |
| PAR Paraguai | 0   | 3 | 0 | 0 | 3 | 1  | 15 | -14 |

- Convenções: Pts = pontos, J = jogos, V = vitórias, E = empates, D = derrotas, GP = gols pró, GC = gols contra, SG = saldo de gols.
- Critérios de pontuação: vitória = 3, empate = 1, derrota = 0.

| 30 de maio 11:00 |           |          |                                    |
| Chile            | 5-0       | Paraguai | Estádio Félix Capriles, Cochabamba |
|                  | Relatório |          | Estádio Félix Capriles, Cochabamba |

| 30 de maio 15:00 |           |         |                                    |
| Uruguai          | 6-0       | Bolívia | Estádio Félix Capriles, Cochabamba |
|                  | Relatório |         | Estádio Félix Capriles, Cochabamba |

| 1 de junho 11:00 |           |         |                                    |
| Paraguai         | 1-4       | Bolívia | Estádio Félix Capriles, Cochabamba |
|                  | Relatório |         | Estádio Félix Capriles, Cochabamba |

| 1 de junho 15:00 |           |       |                                    |
| Uruguai          | 1-1       | Chile | Estádio Félix Capriles, Cochabamba |
|                  | Relatório |       | Estádio Félix Capriles, Cochabamba |

| 3 de junho 13:00 |           |         |                                    |
| Chile            | 6-0       | Bolívia | Estádio Félix Capriles, Cochabamba |
|                  | Relatório |         | Estádio Félix Capriles, Cochabamba |

| 3 de junho 15:00 |           |         |                                    |
| Paraguai         | 0-6       | Uruguai | Estádio Félix Capriles, Cochabamba |
|                  | Relatório |         | Estádio Félix Capriles, Cochabamba |

## Fase Final
Segue-se, abaixo, o organograma das partidas pela Fase Final da competição.
|  | Semifinais         | Semifinais         |   |                    | Final              | Final |  |
|  |                    |                    |   |                    |                    |       |  |
|  | 5 de junho – 13:00 |                    |   |                    |                    |       |  |
|  | Argentina          | 2                  |   |                    |                    |       |  |
|  | Chile              | 0                  |   |                    |                    |       |  |
|  |                    |                    |   |                    |                    |       |  |
|  |                    |                    |   |                    | 7 de junho – 15:30 |       |  |
|  |                    |                    |   |                    | Argentina          | 8     |  |
|  |                    | Uruguai            | 0 |                    |                    |       |  |
|  |                    |                    |   |                    |                    |       |  |
|  |                    |                    |   |                    |                    |       |  |
|  |                    |                    |   |                    | 3º lugar           |       |  |
|  | 5 de junho – 15:30 | 5 de junho – 15:30 |   | 7 de junho – 13:00 | 7 de junho – 13:00 |       |  |
|  | Uruguai            | 6                  |   | Chile              | 7                  |       |  |
|  | Brasil             | 0                  |   |                    | Brasil             | 0     |  |

### Crossover
| 5 de junho 11:00 |           |          |                                    |
| Peru             | 1-4       | Paraguai | Estádio Félix Capriles, Cochabamba |
|                  | Relatório |          | Estádio Félix Capriles, Cochabamba |

### Semi-finais
| 5 de junho 13:00 |           |       |                                    |
| Argentina        | 2-0       | Chile | Estádio Félix Capriles, Cochabamba |
|                  | Relatório |       | Estádio Félix Capriles, Cochabamba |

| 5 de junho 15:30 |           |        |                                    |
| Uruguai          | 6-0       | Brasil | Estádio Félix Capriles, Cochabamba |
|                  | Relatório |        | Estádio Félix Capriles, Cochabamba |

### Disputa pelo 5º lugar
| 7 de junho 10:30 |           |          |                                    |
| Bolívia          | 1-2       | Paraguai | Estádio Félix Capriles, Cochabamba |
|                  | Relatório |          | Estádio Félix Capriles, Cochabamba |

### Disputa pelo Bronze
| 7 de junho 13:00 |           |        |                                    |
| Chile            | 7-0       | Brasil | Estádio Félix Capriles, Cochabamba |
|                  | Relatório |        | Estádio Félix Capriles, Cochabamba |

### Disputa pelo Ouro
| 7 de junho 15:30 |           |         |                                    |
| Argentina        | 8-0       | Uruguai | Estádio Félix Capriles, Cochabamba |
|                  | Relatório |         | Estádio Félix Capriles, Cochabamba |

## Classificação Final
Seguem-se os posicionamentos finais dentre os países participantes.
| Pos.              | Equipe        | Campanha | Campanha | Campanha |
| Pos.              | Equipe        | V        | E        | D        |
| ----------------- | ------------- | -------- | -------- | -------- |
| Medalha de ouro   | ARG Argentina | 4        | 0        | 0        |
| Medalha de prata  | URU Uruguai   | 3        | 1        | 1        |
| Medalha de bronze | CHI Chile     | 3        | 1        | 1        |
| 4                 | BRA Brasil    | 1        | 0        | 3        |
| 5                 | PAR Paraguai  | 2        | 0        | 3        |
| 6                 | BOL Bolívia   | 1        | 0        | 3        |
| 7                 | PER Peru      | 0        | 0        | 3        |

Nota: as seleções de Argentina e Uruguai garantiram as vagas diretas para os Jogos Pan-Americanos de 2019.